# 유리 보르자콥스키
유리 미하일로비치 보르자콥스키(러시아어: Юрий Михайлович Борзаковский, 1981년 4월 12일 ~ )는 러시아의 육상 선수이다.

## 생애
보르자콥스키는 모스크바주 크라토보에서 태어났다. 그는 러시아 우주 비행사 유리 가가린의 이름을 따서 명명되었다.

## 육상 경력
그는 2000년 하계 올림픽에서 800m 결승에 진출했고 6위를 했다. 그는 2001년 에드먼턴 세계 선수권 대회에 불참하기로 결정했다. 2001년 8월 24일에, 보르자콥스키는 1시간 42.47분을 기록했다. 또한, 보르자콥스키는 그 해에 세계 1위를 기록했다. 보르자콥스키는 2002년 뮌헨 유럽 선수권 대회에서 400m를 달렸지만 1라운드에서 졌다. 다음 시즌 그는 파리 세계 선수권 대회 800m 경기에서 은메달을 획득했다.
보르자콥스키는 2004년 아테네 올림픽 800m 경주에서 금메달을 땄다.
그는 2005년 세계 선수권 대회 결승 일직선에서 바레인의 라시드 람지를 추월했지만 800m 경기에서 은메달을 땄다. 람지는 도핑 위반으로 2008년 올림픽에서 실격되었지만 지금까지 그의 이전 메달을 유지할 수 있다. 보르자콥스키는 2007년 오사카 세계 선수권 대회에서 동메달을 획득했다.
그는 베이징 올림픽에서 올림픽 대표팀에 합류했지만 뜻하지 않게 자신의 준결승 열에서만 3위에 머물러서, 800m 결승전 진출에 실패했다.
2009년 8월 23일에 그는 제 12회 베를린 세계 육상 선수권 대회 결승에서 1시간 45분 57초로 4위를 했다. 그의 2010 시즌 대부분은 부상 때문에 놓쳤다.
그는 2011년 세계 육상 선수권 대회 800m에서 동메달을 획득했다. 이 경주에서 보르자콥스키는 2위의 마지막 랩 대부분을 달렸고 자신은 결승선 전에 추월했다.
그는 2012년 헬싱키 유럽 선수권 대회 800m에서 금메달을 획득했다. 그는 2012년 런던 올림픽 준결승 라운드에서 탈락해서 결승전에 진출하지 못했다.

## 같이 보기
- 올림픽 육상 남자 메달리스트 목록